# Vladimír Weiss (futbolista, 1989)
|  | No s'ha de confondre amb Vladimír Weiss. |

Vladimír Weiss   (Bratislava, 30 de novembre de 1989) és un futbolista eslovac de la dècada de 2010 que juga com a davanter.

## Trajectòria
Format a les categories inferiors de l'Inter de Bratislava, l'any 2006, va passar a les categories inferiors del Manchester City FC on va evolucionar fins a debutar amb el primer equip l'any 2009 en un partit contra el Bolton Wanderers. L'agost del 2009 es va produir el seu debut amb la selecció eslovaca. El gener de 2010 anà cedit al Bolton i, en finalitzar la temporada, va tornar a ser cedit al Glasgow Rangers durant la temporada 2010-11. La temporada 2011-12 està cedit al RCD Espanyol. I després el pescara el va fitxar quan l'espanol el volia aconseguir

## Palmarès
| Títol                     | Club       | País    | Any  |
| ------------------------- | ---------- | ------- | ---- |
| Lliga escocesa            | Rangers FC | Escòcia | 2010 |
| Copa de la Lliga escocesa | Rangers FC | Escòcia | 2011 |